# Conclave de 1406
El Conclave de 1406 va ser un conclave celebrat del 18 al 30 de novembre de 1406, durant el Cisma d'Occident, convocat després de la mort del Papa Innocenci VII. Fou elegit el cardenal Angelo Correr, que sota el nom de Papa Gregori XII esdevingué el quart papa d'obediència romana.

## Electors
El Papa Innocenci VII va morir el 6 de novembre de 1406. En el moment de la seva mort hi havia 18 cardenals obedients a Roma al Col·legi Cardenalici. Catorze van participar en l'elecció del seu successor.
Tots els electors eren italians, excepte Jean Gilles, francès. Quatre d'ells havien estat elevats per Urbà VI, dos per Bonifaci IX i vuit pel Papa Innocenci VIII. Quatre cardenals, un creat per Urbà VI, un per Bonifaci IX i dos per Innocenci VII, no van participar en el conclave.
| Elector                                | Títol                                                | Elevat           | Elevador                            | Notes                                                                                           |
| -------------------------------------- | ---------------------------------------------------- | ---------------- | ----------------------------------- | ----------------------------------------------------------------------------------------------- |
| Angelo Acciaiuoli                      | Cardenal-Bisbe d'Ostia i Velletri                    | 17 desembre 1384 | Papa Urbà VI                        | Degà del Col·legi Cardenalici; Vice-Canceller de l'Església; Arxipreste de la Basílica Vaticana |
| Enrico Minutolo                        | Cardenal-Bisbe de Frascati                           | 18 desembre 1389 | Papa Bonifaci IX                    | Arxipreste de la Basílica de Santa Maria Major; Camarlenc del Col·legi Cardenalici              |
| Antonio Caetani                        | Cardenal-Bisbe de Palestrina                         | 27 febrer 1402   | Papa Bonifaci IX                    | Penitenciari major; Arxipreste de Sant Joan del Laterà                                          |
| Angelo d'Anna de Sommariva, O.S.B.Cam. | Cardenal-Prevere de S. Pudenziana                    | 17 desembre 1384 | Papa Urbà VI                        |                                                                                                 |
| Corrado Carracioli                     | Cardenal-Prevere de S. Crisogono                     | 12 juny 1405     | Papa Innocenci VII                  | Camarlenc de l'Església Catòlica; Administrador de la Seu de Mileto                             |
| Angelo Correr                          | Cardenal-Prevere de S. Marco                         | 12 juny 1405     | Papa Innocenci VII                  | Patriarca Llatí de Constantinoble; Administrador de la seu de Coron (elegit Papa Gregori XII)   |
| Giordano Orsini                        | Cardenal-Prevere de SS. Silvestro e Martino ai Monti | 12 juny 1405     | Papa Innocenci VII                  | Cardenal-protector de l'Orde dels Franciscans                                                   |
| Giovanni Migliorati                    | Cardenal-Prevere de S. Croce in Gerusalemme          | 12 juny 1405     | Papa Innocenci VII (Cardenal-nebot) |                                                                                                 |
| Antonio Calvi                          | Cardenal-Prevere de S. Prassede                      | 12 juny 1405     | Papa Innocenci VII                  |                                                                                                 |
| Landolfo Maramaldo                     | Cardenal-Diaca de S. Nicola in Carcere Tulliano      | 21 desembre 1381 | Papa Urbà VI                        | Protodiaca del Col·legi Cardenalici; Legat a Perusa                                             |
| Rinaldo Brancaccio                     | Cardenal-Diaca de SS. Vito e Modesto                 | 17 desembre 1384 | Papa Urbà VI                        |                                                                                                 |
| Oddone Colonna                         | Cardenal-Diaca de S. Giorgio in Velabro              | 12 juny 1405     | Papa Innocenci VII                  | Bisbe-electe d'Urbino                                                                           |
| Pietro Stefaneschi                     | Cardenal-Diaca de S. Angelo in Pescheria             | 12 juny 1405     | Papa Innocenci VII                  |                                                                                                 |
| Jean Gilles                            | Cardenal-Diaca de SS. Cosma e Damiano                | 12 juny 1405     | Papa Innocenci VII                  |                                                                                                 |

### Absents
| Elector                          | Títol                               | Elevat           | Elevador           | Notes                                                      |
| -------------------------------- | ----------------------------------- | ---------------- | ------------------ | ---------------------------------------------------------- |
| Bálint Alsáni                    | Cardenal-Prevere de S. Sabina       | 17 desembre 1384 | Papa Urbà VI       | Arxipreste del Col·legi Cardenalici; Administrador de Pécs |
| Francesco Uguccione              | Cardenal-Prevere de SS. IV Coronati | 12 juny 1405     | Papa Innocenci VII | Administrador de Bordeus                                   |
| Pietro Filargo of Candia, O.F.M. | Cardenal-Prevere deSS. XII Apostoli | 12 juny 1405     | Papa Innocenci VII | Administrador de Milà                                      |
| Baldassare Cossa                 | Cardenal-Diaca S. Eustachio         | 27 febrer 1402   | Papa Bonifaci IX   | Legat a Romanya i Bolonia                                  |

## Elecció del Papa Gregori XII
Catorze cardenals presents a Roma van entrar al conclave del Vaticà el 18 de novembre, dotze dies després de la mort d'Innocenci VII.
Inicialment, tots els electors van subscriure la capitulació del conclave, on cadascú prometia que si era elegit, abdicaria, i l'Antipapa Benet XIII hauria de fer el mateix o es moriria. També es comprometien a no crear nous cardenals excepte per mantenir la paritat amb els cardenals d'Avinyó, i abans de tres mesos iniciaria negociacions amb el seu rival per tal de concertar una reunió.
Poca cosa més es coneix d'aquest conclave, excepte el seu resultat final. El 30 de novembre el cardenal Angelo Correr, proposat pel cardenal Caetani, va ser elegit per unanimitat, malgrat la seva elevada edat, ja que probablement tenia uns 80 anys. Va acceptar la seva elecció i va prendre el nom de Gregori XII. Tot i que va reclamar la legalitat del seu pontificat, nou anys després va abdicar al Concili de Constança, fent possible la restauració de la unitat de l'Església Catòlica.